# Godzilla (stella)
Godzilla è la stella più luminosa attualmente conosciuta, una stella variabile situata nella Galassia Sunburst a 10,9 miliardi di anni luce, avente redshift z = 2,38. Si trova nella costellazione dell'Uccello del Paradiso.

## Scoperta e caratteristiche
Godzilla è stata osservata dal telescopio Hubble sfruttando la lente gravitazionale PSZ1 G311.65-18.48. Questa lente gravitazionale è composta dal cluster di galassie PSZ1 G311.65-18.48, avente una massa stimata di 2,93×1014 M⊙.
Questo corpo celeste è stato osservato durante un arco di tempo di circa sette anni. Questo fatto esclude la possibilità che esso possa essere stato una supernova. Gli unici corpi celesti che soddisfano a pieno i requisiti osservati sono: o un buco nero supermassiccio dotato di un disco di accrescimento molto luminoso, o una stella "iperluminosa" (hyperluminous star). A seguito di ulteriori studi, si è arrivati alla conclusione che vi è una alta probabilità che questo oggetto transitorio possa essere una stella, precisamente una "supernova impostore" (SN impostor). Questo tipo di stelle sono spesso soggette a esplosioni stellari simili a quelle di normali supernove, ma si distinguono da quest'ultime perché le esplosioni generate non distruggono le stelle progenitrici. Durante queste esplosioni, le stelle soggette possono raggiungere la luminosità prevista dal fenomeno osservato e, inoltre, possono durare anche decenni (come è successo con la Grande Eruzione di Eta Carinae, che possedeva gli stessi requisiti dell'evento).
Godzilla, essendo una "supernova impostore", è probabilmente una stella Variabile S Doradus estremamente luminosa: avrebbe una luminosità pari a 134-255 milioni volte la luminosità solare, un raggio variabile tra 430 e 2365 R⊙ e una temperatura di 15000-30000 K. La stella è stata studiata anche con un'analisi spettrale, dimostrando che non si tratta di una stella di popolazione III, poiché sono state individuate tracce di metalli.

## Comparazione con altre stelle
Alcune caratteristiche della stella assomigliano a quelle di stelle LBV della Via Lattea, come Eta Carinae, suggerendo che Godzilla potrebbe essere vicina alla fine della sua vita. Si ritiene dunque che stia attraversando un periodo simile all'eruzione di Eta Carinae del XIX secolo, durante il quale era probabilmente una delle stelle più luminose dell'universo, pari a circa 50 milioni di volte quella solare. A ottobre 2022 è la stella più luminosa conosciuta.
Se fosse situata nel nostro cielo notturno, per presentare una magnitudine apparente simile a quella di Sirio (-1,46), dovrebbe trovarsi a una distanza di circa 30.000 anni luce, poco più della distanza che ci separa dal centro galattico (se fosse posizionata al posto di Sirio ci apparirebbe con una magnitudine apparente di quasi -19,2, ovvero pari a quella di un astro con luminosità più o meno a metà strada tra quella della Luna e quella del Sole; sarebbe luminosa come il Sole già solo se si trovasse al bordo interno della Nube di Oort). Al contrario, se Sirio fosse situato a 30.000 anni luce da noi, presenterebbe una magnitudine apparente di +16.